# Bublen
Bublen (1 510 m n. m.) je sedlo v Malé Fatře na Slovensku. Nachází se v hlavním hřebeni kriváňské části pohoří mezi vrcholy Koniarky (1535 m) na severozápadě a Pekelník (1609 m) na jihovýchodě. Severní svahy spadají do horní části Vrátne doliny, jižní do horní části doliny Studenec. Jedná se o důležitou křižovatku turistických tras.

## Přístup
- po červené  značce ze Snilovského sedla nebo z Malého Kriváně
- po žluté  značce z rozcestí Chropáky
- po zelené  značce ze Sedla na Koni